# Euthenarus
Euthenarus es un  género de coleópteros adéfagos de la familia Carabidae.

## Especies
Comprende las siguientes especies:
- Euthenarus bicolor Moore, 1985
- Euthenarus brevicollis Bates, 1874
- Euthenarus brunneus Sloane, 1917
- Euthenarus comes Sloane, 1898
- Euthenarus morganensis (Blackburn, 1890)
- Euthenarus nigellus Sloane, 1902
- Euthenarus promptus (Erichson, 1842)
- Euthenarus puncticollis Bates, 1874